# Naucalpan de Juárez
Naucalpan de Juárez é um dos 125 municípios do estado do México, situado na parte leste da entidade federativa. Possui uma população de 872.320 habitantes, distribuída em uma área de 155,70 km². O município é composto 311 colonias (bairros) e por 151 códigos postais. Está situado a cerca 2,3 mil metros acima do nível do mar.
Faz fronteira com Atizapán de Zaragoza e Tlalnepantla de Baz a norte; com Huixquilucan, Lerma e Xonacatlán a sul; com Jilotzingo a oeste; e com Azcapotzalco e Miguel Hidalgo a leste. Naucalpan de Juárez compõe, junto com outros municípios, a Região Metropolitana do Vale do México.

## Transportes

### Metrô da Cidade do México
Em Naucalpan de Juárez, situa-se a Estação Cuatro Caminos do Metrô da Cidade do México, uma das estações terminais da Linha 2. A estação registrou um movimento de 38.962.862 passageiros em 2016.

## Cidades-irmãs
- Anyang, Coreia do Sul
- Calgary, Canadá
- Cidade do México, México
- Des Moines, Estados Unidos
- Ecatepec de Morelos, México
- Huixquilucan, México
- Pittsburgh, Estados Unidos
- Pozuelo de Alarcón, Espanha